# Иртыш (хоккейный клуб)
Хоккейный клуб «Иртыш» (каз. Hokei klýby «Ertis») — казахстанский клуб по хоккею с шайбой из Павлодара. Трёхкратный чемпион Казахстана (2012/2013, 2013/2014, 2014/2015).

## Достижения
Чемпионат Казахстана
- (3): 2012/2013, 2013/2014, 2014/2015
  -  Регулярный чемпионат (1): 2013/2014
- (1): 2011/2012
- (1): 2009/2010

Кубок Казахстана
- (1): 2014
- (3): 2013, 2016, 2018
- (3): 2011, 2012, 2017

Первая лига чемпионата России
- Чемпион «Сибирь — Дальний Восток» (1): 2007/2008
- Финалист «Сибирь — Дальний Восток» (2): 2004/2005, 2005/2006

## История

### Период СССР
Впервые хоккейная команда «Иртыш» (Павлодар) выступила на уровне команд мастеров в зоне Казахской ССР чемпионата СССР (класс «Б») в сезоне 1970/1971, заняв 3-е место. В основном команда состояла из воспитанников горьковского, свердловского, омского, усть-каменогорского, московского хоккея. Единственным павлодарцем в команде был нападающий Владимир Ермаченко (1953 г. р.). В следующем сезоне «Иртыш» также завоевал бронзовые медали. Начиная с сезона 1972/1973 «Иртыш» участвовал в турнире второй зоны класса «Б» и занимал 5-е место (1973/1974 — 6-е; 1974/1975 — 4-е). В сезоне 1975/1976 команда получила название «Энергетик» и выступила в восточной зоне второй лиги класса «А», заняла последнее 14-е место (команда была исключена из соревнований со второго круга), и после этого была расформирована.

### 2001—2007
В сезоне 2001/02 была возрождена профессиональная команда «Иртыш». Но, проведя в чемпионате страны 12 матчей, снялась с соревнований, а затем была расформирована. Основной причиной было отсутствие Ледового дворца, где команда могла бы принимать соперников по чемпионату.
16 октября 2003 года в Павлодаре был открыт ледовый дворец «Астана» вместимостью 2800 зрителей.
В 2004 году решением акима области Кайрата Нурпеисова в Павлодаре была создана команда мастеров, которая приняла участие в чемпионате Казахстана (высшая лига) и в первенстве России (первая лига, зона «Сибирь — Дальний Восток»). В российском первенстве команда завоевала серебряные награды.
В сезоне 2005/2006 «Иртыш» занял четвёртое место в розыгрыше Кубка Казахстана и получил серебряные медали российского первенства первой лиги. В национальном чемпионате павлодарская команда заняла пятое место.

### 2008—2020
В августе 2008 года акимом области хоккейный клуб «Иртыш» был расформирован. Глава области заявил, что команда не будет участвовать в розыгрыше КХЛ. В конце мая 2008 года на заседании исполнительного комитета Федерации хоккея России павлодарский «Иртыш» был принят в состав участников высшей лиги. Однако за месяц до начала сезона было заявлено, что в чемпионате России выступать команда не будет. Решение было принято на местном уровне, отказ был мотивирован отсутствием денег; при этом стадион для проведения хоккейных матчей был построен и пустовал. Счета клуба были арестованы из-за судебного разбирательства со стороны пострадавших от невыплат персон. Благодаря действиям Ташимов Жукена и Игнатенко Вениамина было собранно более 4000 подписей горожан с просьбой сохранить хоккейный клуб. Подписи были направлены в городской акимат где было принято решение сохранить клуб как сборную Павлодарской области. В сезоне 2008/09 в составе клуба играли местные воспитанники 1992-го и 1995-го годов рождения. Клуб занял последнее место в местном чемпионате. С 2009 года клуб получаил название «Иртыш-Павлодар». Главным тренером стал Ерлан Сагымбаев, команда стала регулярно находиттся в числе лидеров чемпионата.. В сезоне 2011/12 команда заняла второе место. В сезонах 2012/13, 2013/14, 2014/15 «Иртыш-Павлодар» под руководством словацкого специалиста Юлиуса Пензеса становился чемпионом Казахстана.
В сборную Казахстана для участия в Кубке вызова 2012 года привлекались такие игроки павлодарской команды, как Александр Липин, Дмитрий Мальгин и Сергей Мирошниченко.

### С 2021
24 января руководство клуба объявило игрокам об отсутствии денежных средств. Хоккеистам предложили тренироваться и играть за павлодарскую команду, пока они не найдут себе другой клуб. В команде остались в основном молодые игроки.

## Статистика

### Статистика игр команды в Чемпионате Казахстана
Сокращения: И = сыгранные матчи в регулярном чемпионате, В = победы, ВО = победы в овертаймах, ВБ = победы по буллитам, ПБ = поражения по буллитам, ПО = поражения в овертаймах, П = поражения, ЗШ = забитые шайбы, ПШ = пропущенные шайбы, Рег. чемп. = место, занятое по итогам регулярного чемпионата, Плей-офф = результат в плей-офф
| Сезон     | И  | В  | ВО | ВБ | ПБ | ПО | П  | ЗШ  | ПШ  | Очки | Рег. Чемп. | Плей-офф      |
| --------- | -- | -- | -- | -- | -- | -- | -- | --- | --- | ---- | ---------- | ------------- |
| 2009—2010 | 56 | 33 | 1  | 2  | 6  | 4  | 10 | 192 | 122 | 115  | 2 из 8     | 3 место       |
| 2010—2011 | 54 | 28 | 2  | 5  | 3  | 0  | 16 | 180 | 131 | 101  | 3 из 10    | 4 место       |
| 2011—2012 | 55 | 33 | 1  | 4  | 1  | 2  | 14 | 198 | 85  | 112  | 3 из 10    | 2 место       |
| 2012—2013 | 54 | 34 | 1  | 4  | 4  | 0  | 11 | 177 | 104 | 116  | 2 из 10    | 1 место       |
| 2013—2014 | 54 | 39 | 3  | 2  | 2  | 2  | 6  | 214 | 99  | 131  | 1 из 10    | 1 место       |
| 2014—2015 | 54 | 31 | 2  | 2  | 4  | 1  | 14 | 223 | 152 | 106  | 3 из 10    | 1 место       |
| 2015—2016 | 54 | 25 | 3  | 2  | 0  | 4  | 20 | 157 | 124 | 89   | 5 из 10    | 4 место       |
| 2016—2017 | 54 | 28 | 2  |    |    | 8  | 16 | 157 | 127 | 96   | 4 из 10    | 4 место       |
| 2017—2018 | 54 | 24 | 3  | 2  | 3  | 2  | 20 | 157 | 114 | 87   | 7 из 10    | 1/4 финала    |
| 2018—2019 | 54 | 29 | 3  | 5  | 2  | 1  | 14 | 157 | 109 | 106  | 3 из 10    | 1/4 финала    |
| 2019—2020 | 60 | 35 | 4  | 2  | 3  | 2  | 14 | 202 | 127 | 122  | 2 из 11    | не проведен   |
| 2020—2021 | 48 | 8  | 1  | 1  | 1  | 2  | 35 | 79  | 171 | 31   | 12 из 13   | не участвовал |

### Статистика игр команды в Чемпионате России
Первая лига, зона «Сибирь — Дальний Восток».
| Сезон   | И  | В  | ВО | Н | ПО | П  | ЗШ  | ПШ  | Очки | Место   |
| ------- | -- | -- | -- | - | -- | -- | --- | --- | ---- | ------- |
| 2004-05 | 54 | 34 | 4  | 2 | 0  | 14 | 222 | 130 | 112  | 2 из 10 |
| 2005-06 | 66 | 49 | 2  | 2 | 1  | 12 | 258 | 129 | 154  | 2 из 12 |
| 2006-07 | 52 | 31 | 1  | 1 | 0  | 19 | 223 | 148 | 96   | 4 из 14 |
| 2007-08 | 44 | 36 | 1  | 3 | 2  | 2  | 207 | 66  | 115  | 1 из 12 |

### Статистика игр команды на Континентальном Кубке
| Год  | И | В | ВО | Н | ПО | П | ЗШ | ПШ | РШ | Место                               |
| ---- | - | - | -- | - | -- | - | -- | -- | -- | ----------------------------------- |
| 2014 | 3 | 1 | 0  | 0 | 0  | 2 | 6  | 7  | -1 | 2 место в группе, невыход в финал   |
| 2015 | 3 | 3 | 0  | 0 | 0  | 0 | 11 | 3  | +8 | 1 место в группе, проигрыш в финале |